# Ерік Зонка
Ерік Зонка́ (фр. Érick Zonca; нар. 10 вересня 1956, Орлеан, Франція) — французький кінорежисер, сценарист.

## Біографія
Ерік Зонка народився 10 вересня 1956 року в Орлеані, де його батько працював будівельним підрядником. З шістнадцяти років відвідував акторську школу в Парижі. У двадцятирічному віці він поїхав до Нью-Йорку, де навчався в студії Герберта Беркоффа. З 1986 року Зонка почав працювати асистентом режисера, ставив документальні стрічки.
Його дебютний повнометражний фільм «Уявне життя ангелів» (Vie revee des anges) у 1998 році брав участь у конкурсній програмі Каннського кінофестивалю. Виконавиці головних ролей у фільмі Наташа Реньє та Елоді Буше розділили в Каннах приз найкращій акторці. У 1999-му «Уявне життя ангелів» отримало премію «Сезар» як найкращий французький фільм року а Ерік Зонка у тому ж році отримав Премію «Люм'єра» як найкращий режисер.

## Вибрана фільмографія
Режисер
- 1993: Рів / Rives — короткометражний
- 1994: Вічний / Éternelles — короткометражний
- 1997: Один / Seule — короткометражний
- 1998: Уявне життя ангелів / La Vie rêvée des anges
- 1999: Дрібний злодій / Le petit voleur
- 2008: Джулія / Julia
- 2014: Білий солдат / Soldat blanc — телевізійний
- 2018: Чорна смуга / Fleuve noir

## Нагороди і номінації
| Рік                                          | Категорія                                                           | Номінант            | Результат |
| -------------------------------------------- | ------------------------------------------------------------------- | ------------------- | --------- |
| Каннський кінофестиваль                      |                                                                     |                     |           |
| 1994                                         | Премія Kodak за найкращий короткометражний фільм                    | Вічний              | Перемога  |
| 1994                                         | Золота пальмова гілка                                               | Уявне життя ангелів | Номінація |
| Берлінський кінофестиваль                    |                                                                     |                     |           |
| 2008                                         | Золотий ведмідь                                                     | Джулія              | Номінація |
| Венеційський кінофестиваль                   |                                                                     |                     |           |
| 1998                                         | Приз ФІПРЕССІ                                                       | Уявне життя ангелів | Перемога  |
| Кінофестиваль «Молодість» (Київ)             |                                                                     |                     |           |
| 1998                                         | Найкращий повнометражний художній фільм                             | Уявне життя ангелів | Перемога  |
| «Сезар»                                      |                                                                     |                     |           |
| 1998                                         | Найкращий короткометражний фільм                                    | Один                | Перемога  |
| 1999                                         | Найкращий дебютний фільм                                            | Уявне життя ангелів | Номінація |
| 1999                                         | Найкращий режисер                                                   | Уявне життя ангелів | Номінація |
| 1999                                         | Найкращий оригінальний або адаптований сценарій (разом з Роже Бобо) | Уявне життя ангелів | Перемога  |
| Європейська кіноакадемія                     |                                                                     |                     |           |
| 1998                                         | Європейське відкриття року                                          | Уявне життя ангелів | Перемога  |
| Премія «Люм'єр»                              |                                                                     |                     |           |
| 1999                                         | Найкращий фільм                                                     | Уявне життя ангелів | Перемога  |
| 1999                                         | Найкращий режисер                                                   | Уявне життя ангелів | Перемога  |
| Золота зірка французького кіно (Étoile d'Or) |                                                                     |                     |           |
| 1999                                         | Найкращий фільм                                                     | Уявне життя ангелів | Перемога  |
| Французький синдикат кінокритиків            |                                                                     |                     |           |
| 1999                                         | Найкращий французький фільм                                         | Уявне життя ангелів | Перемога  |